# Parafia św. Jakuba Apostoła w Dzierżążnie
Parafia św. Jakuba Apostoła w Dzierżążnie
Na obszarze parafii leżą miejscowości: Gogolewo, Morzeszczyn. Tereny te znajdują się w gminie Morzeszczyn, w powiecie tczewskim, w województwie pomorskim.